# Lijst van voetbalinterlands Estland - Nederland (mannen)
Deze lijst van voetbalinterlands is een overzicht van alle officiële voetbalwedstrijden tussen Estland en Nederland. De landen hebben tot op heden zes keer tegen elkaar gespeeld. De eerste ontmoeting, een kwalificatiewedstrijd voor het Wereldkampioenschap voetbal 2002, werd gespeeld op 2 juni 2001 in Tallinn. Het laatste duel, een kwalificatiewedstrijd voor het Europees kampioenschap voetbal 2020, vond plaats op 19 november 2019 in Amsterdam.

## Wedstrijden
| № | № NED | Plaats    | Datum            | Competitie           | Wedstrijd           | Uitslag |
| - | ----- | --------- | ---------------- | -------------------- | ------------------- | ------- |
| 1 | 584   | Tallinn   | 2 juni 2001      | WK 2002 kwalificatie | Estland – Nederland | 2 – 4   |
| 2 | 587   | Eindhoven | 5 september 2001 | WK 2002 kwalificatie | Nederland – Estland | 5 – 0   |
| 3 | 730   | Amsterdam | 22 maart 2013    | WK 2014 kwalificatie | Nederland − Estland | 3 − 0   |
| 4 | 735   | Tallinn   | 6 september 2013 | WK 2014 kwalificatie | Estland − Nederland | 2 − 2   |
| 5 | 804   | Tallinn   | 9 september 2019 | EK 2020 kwalificatie | Estland − Nederland | 0 − 4   |
| 6 | 808   | Amsterdam | 19 november 2019 | EK 2020 kwalificatie | Nederland − Estland | 5 − 0   |

## Samenvatting
| Competitie      | Totaal gespeeld | Winst Estland | Gelijk | Winst Nederland | Doelsaldo Estland – Nederland |
| --------------- | --------------- | ------------- | ------ | --------------- | ----------------------------- |
| WK-kwalificatie | 4               | 0             | 1      | 3               | 4 − 14                        |
| EK-kwalificatie | 2               | 0             | 0      | 2               | 0 − 9                         |
| Totaal          | 5               | 0             | 1      | 4               | 4 − 23                        |

Wedstrijden bepaald door strafschoppen worden, in lijn met de FIFA, als een gelijkspel gerekend.

## Details

### Eerste ontmoeting
De eerste ontmoeting tussen de nationale voetbalploegen van Estland en Nederland vond plaats op 2 juni 2001. Het WK-kwalificatieduel, bijgewoond door 9.323 toeschouwers, werd gespeeld in de A. Le Coq Arena in Tallinn, en stond onder leiding van scheidsrechter Ceri Richards uit Wales. Hij werd geassisteerd door zijn landgenoten Andrew Richards en Steve Hames, en deelde twee gele kaarten uit. Vierde official was Simon Jones. Het was het eerste officiële duel in de A. Le Coq Arena, het voormalige Lilleküla Staadion in de Estische hoofdstad Tallinn. Bij Nederland maakte Denny Landzaat van Willem II zijn debuut voor Oranje, bij Estland speelde Taavi Rähn (JK Viljandi Tulevik) zijn eerste interland. Aanvoerder Martin Reim speelde zijn honderdste interland voor de Esten. Het aanvangstijdstip was 19:00 uur lokale tijd. Nederland stelde pas in de blessuretijd de zege veilig.
| Estland | 2 – 4        | Nederland |
| Andres Oper 65' Indrek Zelinski 76' | goals        | 68' (e.d.) Raio Piiroja 83' Ruud van Nistelrooij 90' Patrick Kluivert 90' Ruud van Nistelrooij                                                                                             |
| Arno Pijpers | bondscoach   | Louis van Gaal |
| Martin Kaalma Erko Saviauk Andrei Stepanov Raio Piiroja Urmas Rooba Martin Reim Kert Haavistu 69' Marko Kristal Jevgeni Novikov Kristen Viikmäe 29' Andres Oper | opstellingen | Edwin van der Sar Michael Reiziger Frank de Boer Mario Melchiot Boudewijn Zenden 70' Roy Makaay Phillip Cocu 60' Patrick Paauwe Marc Overmars 61' Jimmy Floyd Hasselbaink Patrick Kluivert |
| Indrek Zelinski 29' Taavi Rähn 69' Pavel Kisseljov Sergei Terekhov Meelis Rooba Viktor Alonen Aivar Anniste                                                     | wissels      | 60' Denny Landzaat 61' Ruud van Nistelrooij 70' Pierre van Hooijdonk Sander Westerveld Kevin Hofland Theo Janssen Jan Vennegoor of Hesselink                                               |
| Indrek Zelinski 75' | gele kaarten | 75' Pierre van Hooijdonk |

### Tweede ontmoeting
De tweede ontmoeting tussen de nationale voetbalploegen van Estland en Nederland vond plaats op 5 september 2001. Het WK-kwalificatieduel, bijgewoond door 28.500 toeschouwers, werd gespeeld in Philips Stadion in Eindhoven, en stond onder leiding van scheidsrechter Kyros Vassaras uit Griekenland, die werd geassisteerd door zijn landgenoten Simeon Tsolakidis en Dimitrios Groutsis. Hij deelde geen kaarten uit. Vierde official was Spiridon Papadakos. Het duel volgde vier dagen nadat Oranje was uitgeschakeld voor deelname aan het WK voetbal 2002 na een 1-0 nederlaag in Dublin tegen Ierland door een doelpunt van Jason McAteer. Het aanvangstijdstip was 20:30 uur lokale tijd.
| Nederland | 5 – 0        | Estland |
| Boudewijn Zenden 16' Mark van Bommel 26' Phillip Cocu 31' Mark van Bommel 39' Ruud van Nistelrooij 44'                                                                          | goals        | |
| Louis van Gaal | bondscoach   | Arno Pijpers |
| Edwin van der Sar Mario Melchiot Jaap Stam Kevin Hofland Arthur Numan Mark van Bommel Patrick Kluivert Phillip Cocu Boudewijn Zenden Ruud van Nistelrooij 46' Marc Overmars 46' | opstellingen | Martin Kaalma Erko Saviauk Raio Piiroja Andrei Stepanov Urmas Rooba 46' Kristen Viikmäe Martin Reim Marko Kristal Jevgeni Novikov Andres Oper Indrek Zelinski |
| Jerrel Hasselbaink 46' Roy Makaay 46' 63' Pierre van Hooijdonk 63' Sander Westerveld Paul Bosvelt Denny Landzaat Giovanni van Bronckhorst                                       | wissels      | 46' Aivar Anniste Pavel Kisseljov Teet Allas Viktor Alonen Sergei Terekhov Meelis Rooba Mark Švets                                                            |

### Derde ontmoeting
| WK 2014 kwalificatie (Amsterdam, Nederland, 22 maart 2013): |              | |
| Nederland | 3 – 0        | Estland |
| Rafael van der Vaart 47' Robin van Persie 72' Ruben Schaken 84' | goals        | |
| Louis van Gaal | bondscoach   | Tarmo Rüütli |
| Kenneth Vermeer Daryl Janmaat Stefan de Vrij Bruno Martins Indi Daley Blind Jonathan de Guzman 86' Jeremain Lens 73' Kevin Strootman Robin van Persie Wesley Sneijder 36' Arjen Robben | opstellingen | Sergei Pareiko Ragnar Klavan Enar Jääger Taijo Teniste Igor Morozov 62' Dmitri Kruglov Sander Puri 46' Andres Oper 77' Henrik Ojamaa Martin Vunk Konstantin Vassiljev |
| Rafael van der Vaart 36' Ruben Schaken 73' Jordy Clasie 86' | wissels      | 46' Sergei Zenjov 62' Tarmo Kink 77' Joel Lindpere |
| Arjen Robben 42' | gele kaarten | |
| - Doelpunt van Robin van Persie is het 1500ste doelpunt in de interlandgeschiedenis van het Nederlands voetbalelftal.                                                                  |              | |

### Vierde ontmoeting
| WK 2014 kwalificatie (Tallinn, Estland, 6 september 2013): |              | |
| Estland | 2 – 2        | Nederland |
| Konstantin Vassiljev 18' Konstantin Vassiljev 57' | goals        | 2' Arjen Robben 90+4' (pen.) Robin van Persie |
| Tarmo Rüütli | bondscoach   | Louis van Gaal |
| Sergei Pareiko Raio Piiroja Ragnar Klavan Dmitri Kruglov Aleksandr Dmitrijev Joel Lindpere 85' Henri Anier 56' Henrik Ojamaa 90+6' Martin Vunk Konstantin Vassiljev Enar Jääger | opstellingen | Michel Vorm Daryl Janmaat 67' Stefan de Vrij Bruno Martins Indi 75' Jetro Willems Stijn Schaars 67' Jeremain Lens Kevin Strootman Robin van Persie Wesley Sneijder Arjen Robben |
| Sergei Zenjov 56' Gert Kams 85' Mikk Reintam 90+6' | wissels      | 67' Jeffrey Bruma 67' Dirk Kuijt 75' Jonathan de Guzman |
| Enar Jääger 90+1' Aleksandr Dmitrijev 90+2' Konstantin Vassiljev 90+3' Sergei Pareiko 90+6'                                                                                     | gele kaarten | 72' Bruno Martins Indi 86' Arjen Robben 90+7' Dirk Kuijt |
| Raio Piiroja 72', 90+3' | rode kaarten | |

EJL · A-internationals · Bondscoaches · Statistieken · Estisch vrouwenelftal · Olympisch elftal · Estland U21 · Estland U20 · Estland U19 · Estland U18 · Estland U17 · Estland U16
1920 – 1929 ·
1930 – 1939 ·
1940 – 1949 ·
1950 – 1990 · 
1990 – 1999 ·
2000 – 2009 ·
2010 – 2019 ·
2020 − 2029
OS 1924
1920 ·
1921 ·
1922 ·
1923 ·
1924 ·
1925 ·
1926 ·
1927 ·
1928 ·
1929 · 
1930 · 
1931 · 
1932 · 
1933 · 
1934 · 
1935 · 
1936 · 
1937 · 
1938 · 
1939 · 
1940 · 
1941 · 
1942 · 
1943 · 1944 · 
1945 · 
1946 · 
1947 · 
1948 · 
1949 · 
1950 – 1990 · 
1991 · 
1992 · 
1993 · 
1994 · 
1995 · 
1996 · 
1997 · 
1998 · 
1999 · 
2000 · 
2001 · 
2002 · 
2003 · 
2004 · 
2005 · 
2006 · 
2007 · 
2008 · 
2009 · 
2010 · 
2011 · 
2012 · 
2013 · 
2014 · 
2015 · 
2016 ·
2017 ·
2018 ·
2019 ·
2020
Albanië ·
Andorra ·
Angola ·
Antigua en Barbuda ·
Argentinië ·
Armenië ·
Azerbeidzjan ·
België ·
Bosnië-Herzegovina ·
Brazilië ·
Bulgarije ·
Canada ·
Chili ·
China ·
Cyprus ·
Denemarken ·
Duitsland ·
Ecuador ·
Egypte ·
El Salvador ·
Engeland ·
Equatoriaal-Guinea ·
Faeröer ·
Fiji ·
Filipijnen ·
Finland ·
Frankrijk ·
Georgië · 
Gibraltar ·
Griekenland ·
Hongarije ·
Hongkong ·
Ierland ·
IJsland ·
Indonesië ·
Irak ·
Israël ·
Italië ·
Jordanië ·
Kazachstan ·
Kirgizië ·
Kroatië ·
Letland ·
Libanon ·
Liechtenstein ·
Litouwen ·
Luxemburg ·
Malta ·
Marokko ·
Mexico ·
Moldavië ·
Montenegro ·
Nederland ·
Nieuw-Caledonië ·
Nieuw-Zeeland ·
Noord-Ierland ·
Noord-Macedonië ·
Noorwegen ·
Oekraïne ·
Oezbekistan ·
Oman ·
Oostenrijk ·
Polen ·
Portugal ·
Qatar ·
Roemenië ·
Rusland ·
Saint Kitts en Nevis ·
San Marino ·
Saoedi-Arabië ·
Schotland ·
Servië ·
Slovenië ·
Slowakije · 
Spanje ·
Tadzjikistan ·
Thailand ·
Trinidad en Tobago ·
Tsjechië ·
Turkije ·
Turkmenistan ·
Uruguay ·
Vanuatu ·
Venezuela ·
Verenigde Arabische Emiraten ·
Verenigde Staten ·
Vietnam ·
Wales ·
Wit-Rusland ·
Zweden ·
Zwitserland
KNVB ·
A-internationals ·
Bondscoaches (m) ·
Topscorers ·
Nederlands vrouwenelftal ·
Bondscoaches (v) ·
Nederland B ·
Olympisch elftal ·
Jong Oranje ·
Nederland –20 ·
Nederland –19 ·
Nederland –18 ·
Nederland –17 ·
Nederland –16 ·
Nederland –15 ·
Nederlands amateurelftal ·
Nederlands zaterdagelftal ·
Jong OranjeLeeuwinnen ·
Vrouwen –20 ·
Vrouwen –19 ·
Vrouwen –18 ·
Vrouwen –17 ·
Vrouwen –16 ·
Vrouwen –15 ·
Militair mannenelftal ·
Militair vrouwenelftal ·
Strandteam ·
Vrouwen Strandteam ·
Futsalteam ·
Vrouwen Futsalteam

EK-wedstrijden ·
WK-wedstrijden ·
Resultaten kwalificaties en eindronden ·
Nederland B-wedstrijden ·
Officieuze wedstrijden ·
EK-wedstrijden vrouwen ·
WK-wedstrijden vrouwen ·
Resultaten vrouwen kwalificaties en eindronden
1905 – 1919 ·
1920 – 1929 ·
1930 – 1939 ·
1940 – 1949 ·
1950 – 1959 ·
1960 – 1969 ·
1970 – 1979 ·
1980 – 1989 ·
1990 – 1999 ·
2000 – 2009 ·
2010 – 2019 ·
2020 – 2029
2015 ·
2016 ·
2017 ·
2018 ·
2019 ·
2020 ·
2021 · 
2022
EK's: 1976 · 
1980 · 
1988 · 
1992 · 
1996 · 
2000 · 
2004 · 
2008 · 
2012 · 
2020 · 
2024
WK's: 1934 · 
1938 · 
1974 · 
1978 · 
1990 · 
1994 · 
1998 · 
2006 · 
2010 · 
2014 · 
2022
OS: 1908 ·
1912 ·
1920 ·
1924 ·
1928 ·
1948 ·
1952 ·
2008
Albanië ·
Andorra ·
Argentinië ·
Armenië ·
Australië ·
België ·
Bosnië en Herzegovina ·
Brazilië ·
Bulgarije ·
Canada ·
Chili ·
China ·
Colombia ·
Costa Rica ·
Curaçao ·
Cyprus ·
DDR ·
Denemarken ·
Duitsland ·
Ecuador ·
Egypte ·
Engeland ·
Estland ·
Faeröer ·
Finland ·
Frankrijk ·
GOS · 
Georgië ·
Ghana ·
Gibraltar ·
Griekenland ·
Hongarije ·
Ierland ·
IJsland ·
Indonesië ·
Iran ·
Israël ·
Italië ·
Ivoorkust ·
Japan ·
Joegoslavië ·
Kameroen ·
Kazachstan ·
Kroatië ·
Letland ·
Liechtenstein ·
Luxemburg ·
Malta ·
Marokko ·
Mexico ·
Moldavië ·
Montenegro ·
Nederlandse Antillen ·
Nigeria ·
Noord-Ierland ·
Noord-Macedonië ·
Noorwegen ·
Oekraïne ·
Oostenrijk ·
Paraguay ·
Peru ·
Polen ·
Portugal ·
Qatar ·
Roemenië ·
Rusland ·
Saarland ·
San Marino ·
Saoedi-Arabië ·
Schotland ·
Senegal ·
Servië en Montenegro ·
Slovenië ·
Slowakije ·
Sovjet-Unie ·
Spanje ·
Suriname ·
Thailand ·
Tsjechië ·
Tsjecho-Slowakije ·
Tunesië ·
Turkije ·
Uruguay ·
Verenigd Koninkrijk ·
Verenigde Staten ·
Wales ·
Wit-Rusland ·
Zuid-Afrika ·
Zuid-Korea ·
Zweden ·
Zwitserland
Argentinië (1978) ·
Argentinië (2006) ·
Argentinië (2014) ·
Argentinië (2022) ·
Australië (2014) ·
Brazilië (2014) ·
Chili (2014) · 
Costa Rica (2014) ·
Denemarken (2010) ·
Denemarken (2012) ·
Duitsland (2012) · 
Ecuador (2022) · 
Frankrijk (2008) ·
Italië (2008) ·
Ivoorkust (2006) ·
Japan (2010) ·
Kameroen (2010) ·
Mexico (2014) · 
Noord-Macedonië (2021) · 
Oekraïne (2021) · 
Oostenrijk (2021) · 
Portugal (2006) ·
Portugal (2012) ·
Portugal (2019) ·
Qatar (2022) ·
Roemenië (2008) ·
Rusland (2008) ·
San Marino (2011) ·
Senegal (2022) ·
Servië en Montenegro (2006) ·
Sovjet-Unie (1988) ·
Spanje (2010) ·
Spanje (2014) ·
Tsjechië (2021) · 
Uruguay (2010) ·
Verenigde Staten (2022) · 
West-Duitsland (1974)